# Festival international des sports extrêmes
 (juillet 2012).
Le Festival international des sports extrêmes (FISE) est une compétition annuelle représentant plusieurs sports urbains dits extrêmes (roller, bmx, skateboard, vélo tout-terrain, wakeboard, trottinette, parkour) qui se déroule chaque année dans la ville de Montpellier (Occitanie), sur les berges du Lez, pendant le week-end de l'ascension. Les compétitions sont ouvertes aux athlètes amateurs et professionnels. Créé en 1997, sur la commune de Palavas-les-Flots (Hérault), l'événement rassemble en 2016 plus de 500 000 personnes.
Depuis 2007, le FISE est décliné en une tournée Française (Le FISE Xperience Series) et depuis 2014, en une tournée mondiale (Le FISE World Series).
L'édition 2020, initialement prévue en mai, puis reportée en août, est finalement annulée fin avril, par le comité d'organisation, en raison de la pandémie de coronavirus. Toutefois, une compétition virtuelle de vidéos, à destination des professionnels mais aussi des amateurs, est mise en place, avec les mêmes dotations financières que l'an passé. Par ailleurs, l'édition suivante est programmée du 12 au 16 mai 2021 dans sa version digitale, et du 3 au 5 septembre, en présence du grand public, toutefois limité et dans le respect des normes et consignes sanitaires en vigueur relatives au Covid-19.

## Historique

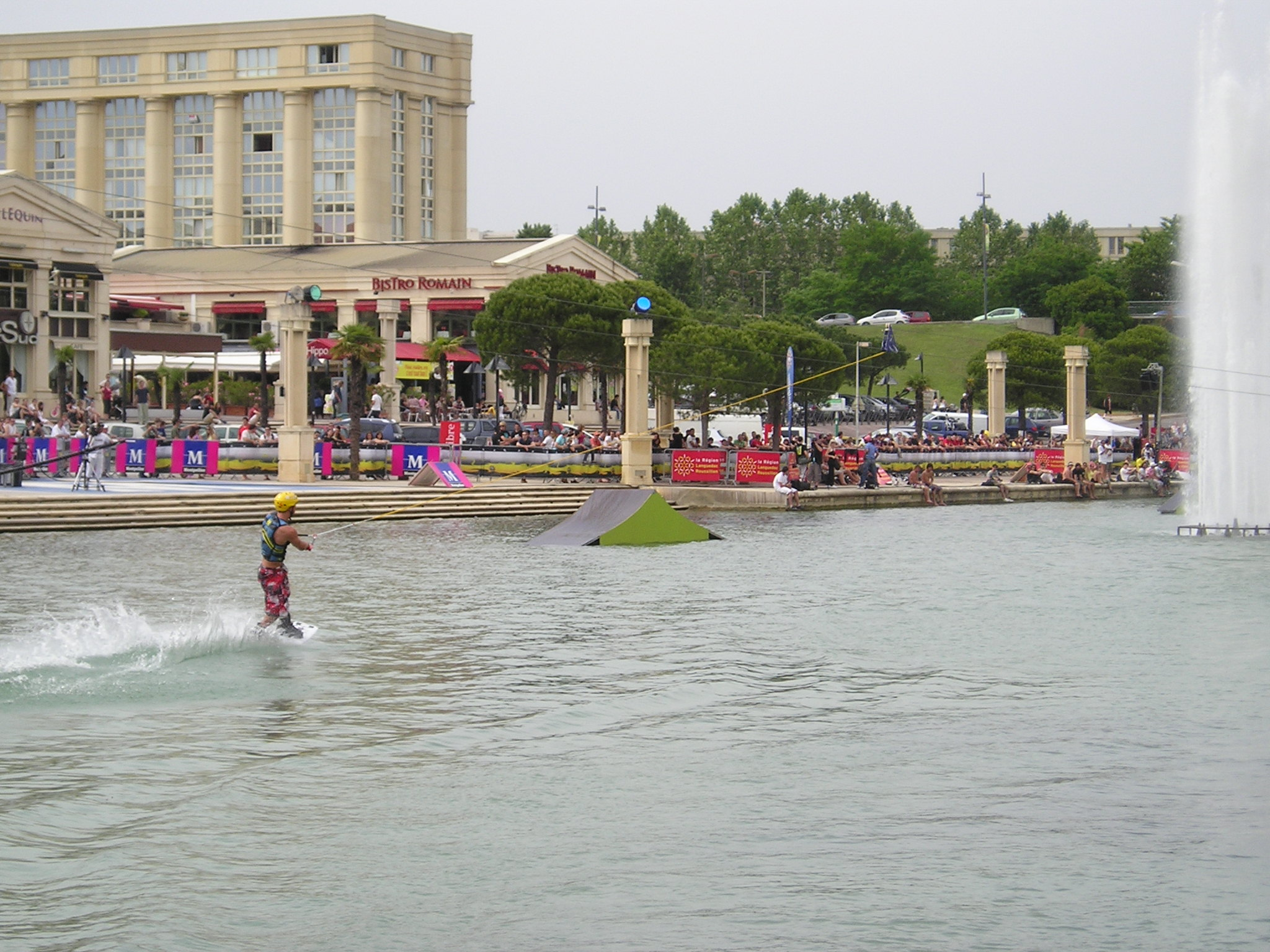
FISE 2009 : wakeboard.

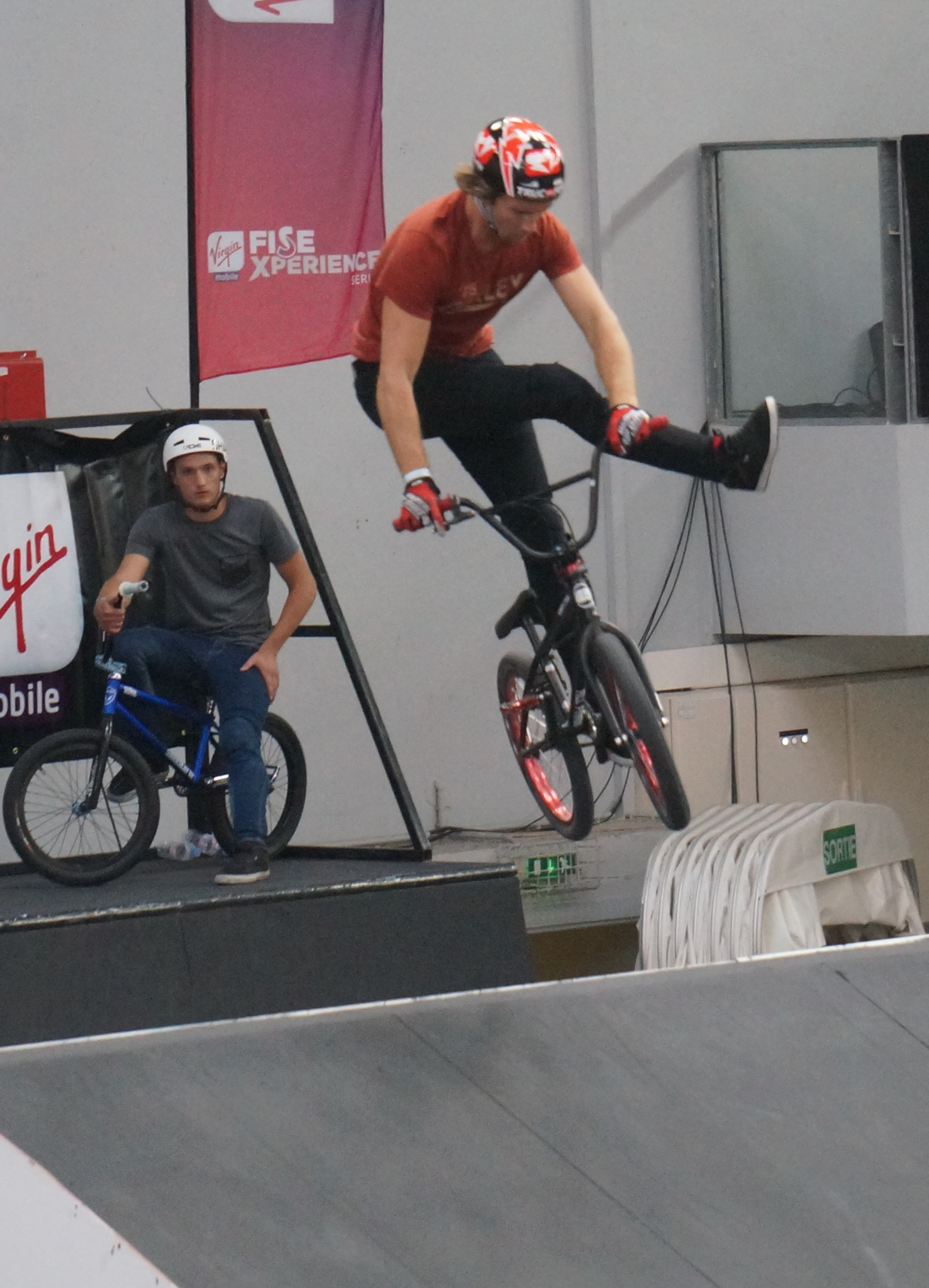
Can-can au BMX à Reims.

Sa création et sa première édition date de 1997. Hervé André-Benoit, étudiant de l'école de commerce Montpellier Business School et passionné de sports de glisse fait une entrée remarquée dans le monde des sports alternatifs en rassemblant près de 100 riders et 35 000 spectateurs présents durant trois jours à Palavas-les-Flots. L’événement s'est rapidement exporté sur la ville de Montpellier sous l'impulsion de Georges Frêche, alors maire de la commune. Depuis, l'événement se déroule le long des berges du Lez offrant ainsi au public des gradins naturels.
En 2003, des événements sont organisés à Dubaï, Tunisie (Hammamet et Djerba), Koweït et Costa Rica. La première tournée se structure, en 2007, sous le nom de FISE Xperience. En 2014 le concept s'internationalise en prenant la forme d'une tournée mondiale dénommée FISE World Series.
Depuis 2016, une collaboration avec l'UCI (Union Cycliste Internationale) permet au FISE World Series de présenter la 1re édition de la coupe du monde de BMX Freestyle Park UCI,.

## Les différents évènements sous le label FISE
- FISE World Series ;
- FISE Xperience Series ;
- Powered by FISE.

### FISE World Series

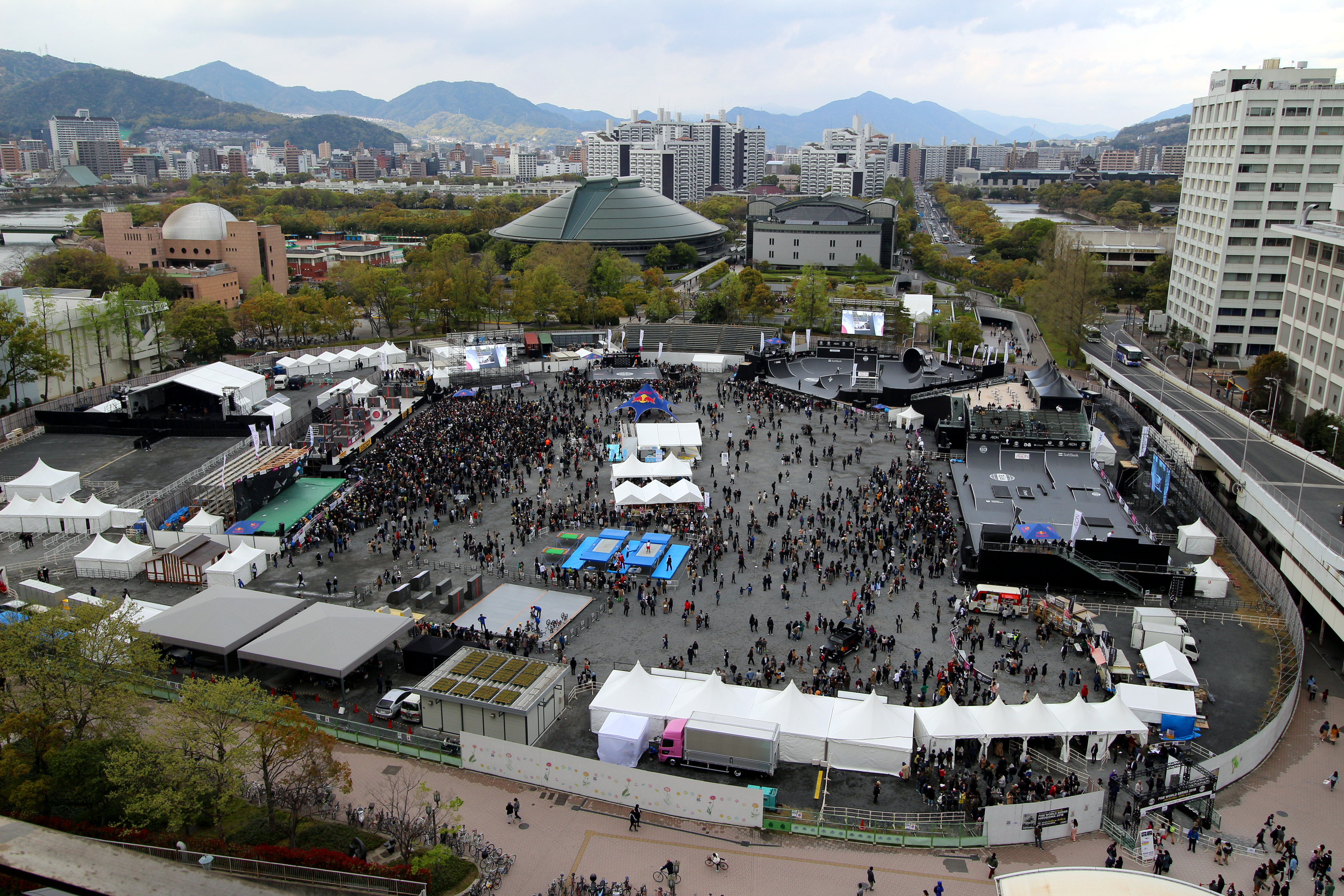
FISE à Hiroshima.

Le FISE World Series est une tournée mondiale des sports freestyle qui rassemble des athlètes internationaux en BMX, skateboard, trottinette freestyle, vélo tout-terrain (VTT freestyle), roller et wakeboard. Les athlètes professionnels et amateurs viennent s'affronter lors de compétitions gratuites pour le public. Sur chacune des étapes, les athlètes accumulent des points, gagnent des dotations financières et sont exposés médiatiquement, grâce au soutien de IMG media pour la distribution télévisuelle. Un classement général en fin de tournée détermine le grand champion de l'année de chacune des disciplines.

### FISE Xperience Series
Le FISE XPERIENCE tour est le championnat Français de BMX, Roller, Skateboard, VTT et Wakeboard. La compétition se déplace dans cinq villes tout au long de l’année (Le Havre, Reims, Besançon, Anglet et Canet-en-Roussillon) et offre des événements sportifs de haut niveau et à forte audience.

### Powered by FISE
Powered by FISE regroupe une série d’événements alternatifs organisés en France sous le label FISE.

### FISE District
Le FISE District est un festival de street. Ce sont de petits évènements en France et à l'international, où sont rassemblés les meilleurs riders pros et amateurs, hommes et femmes, de tous âges.

## Les sports représentés

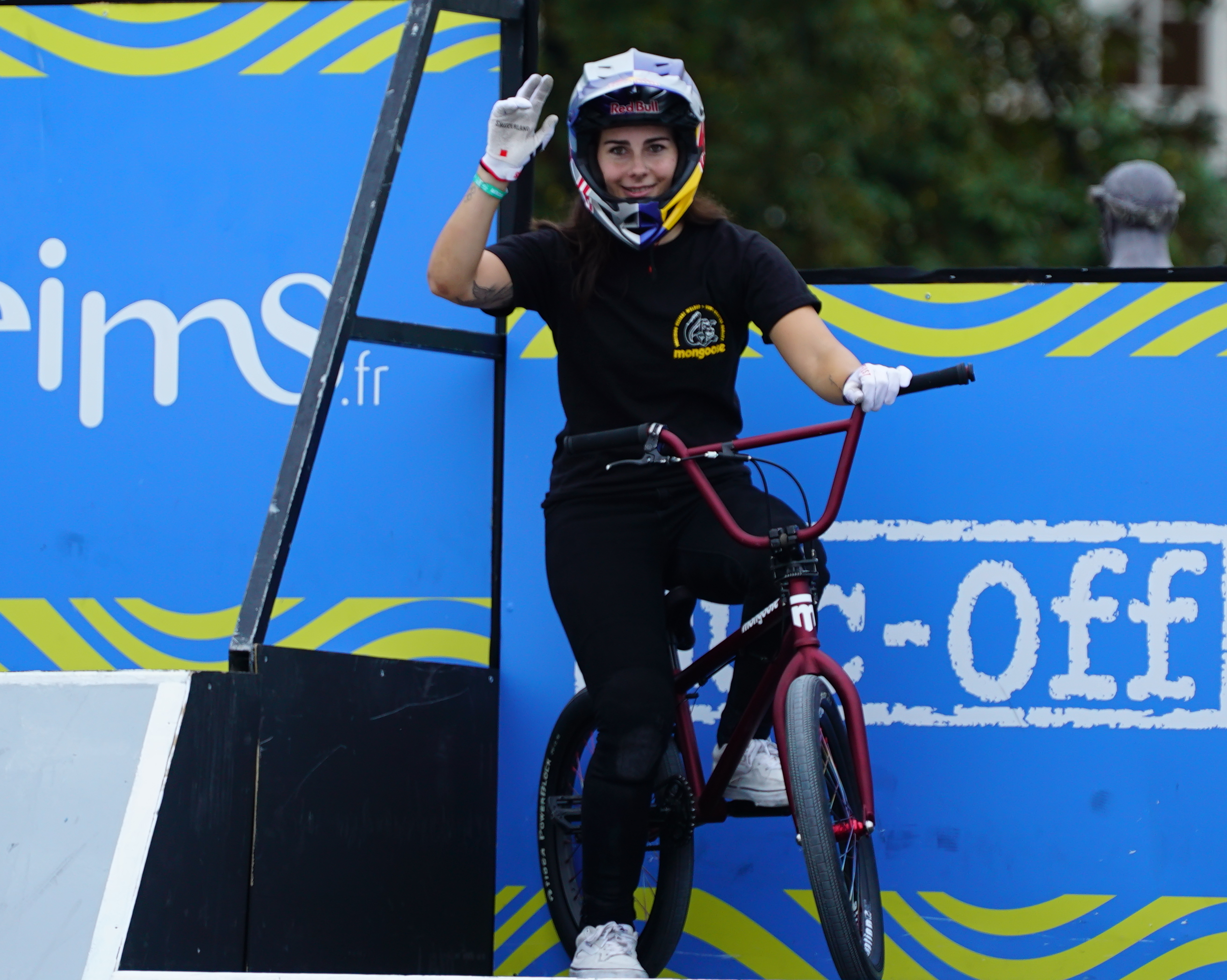
Nikita Ducarroz, médaillée de bronze aux J.O. en BMX au FISE.

- BMX[9]
- Skateboard[9]
- Roller agressif[9]
- Vélo tout terrain[9]
- Wakeboard
- Trottinette freestyle[10]
- Freestyle motocross
- Parkour